# Onthophagus vigens
Onthophagus vigens là một loài bọ cánh cứng trong họ Bọ hung (Scarabaeidae).